# Partecipanti al Tour de France 2025
Elenco dei partecipanti al Tour de France 2025.
Il Tour de France 2025 è la centododicesima edizione della corsa. Alla competizione prendono parte 23 squadre: le diciotto con licenza UCI World Tour e cinque UCI ProTeam.
Ciascuna delle squadre è composta da otto ciclisti, per un totale di 184 ciclisti accreditati alla partenza.

## Corridori per squadra
| UAE Team Emirates XRG           | UAE Team Emirates XRG           | UAE Team Emirates XRG           | Team Visma-Lease a Bike | Team Visma-Lease a Bike    | Team Visma-Lease a Bike | Soudal Quick-Step      | Soudal Quick-Step      | Soudal Quick-Step      |
| ------------------------------- | ------------------------------- | ------------------------------- | ----------------------- | -------------------------- | ----------------------- | ---------------------- | ---------------------- | ---------------------- |
| N°                              | Ciclista                        | Clas.                           | N°                      | Ciclista                   | Clas.                   | N°                     | Ciclista               | Clas.                  |
| 1                               | Tadej Pogačar                   | 1°                              | 11                      | Jonas Vingegaard           | 2°                      | 21                     | Remco Evenepoel        | R 14ª                  |
| 2                               | João Almeida                    | R 9ª                            | 12                      | Edoardo Affini             | 118°                    | 22                     | Mattia Cattaneo        | R 7ª                   |
| 3                               | Jhonatan Narváez                | 13°                             | 13                      | Tiesj Benoot               | 54°                     | 23                     | Pascal Eenkhoorn       | 49°                    |
| 4                               | Nils Politt                     | 75°                             | 14                      | Victor Campenaerts         | 28°                     | 24                     | Tim Merlier            | 148°                   |
| 5                               | Pavel Sivakov                   | 87°                             | 15                      | Matteo Jorgenson           | 19°                     | 25                     | Valentin Paret-Peintre | 41°                    |
| 6                               | Marc Soler                      | 29°                             | 16                      | Sepp Kuss                  | 17°                     | 26                     | Maximilian Schachmann  | 68°                    |
| 7                               | Tim Wellens                     | 37°                             | 17                      | Wout Van Aert              | 67°                     | 27                     | Bert Van Lerberghe     | 147°                   |
| 8                               | Adam Yates                      | 24°                             | 18                      | Simon Yates                | 15°                     | 28                     | Ilan Van Wilder        | 32°                    |
| EF Education-EasyPost           | EF Education-EasyPost           | EF Education-EasyPost           | Intermarché-Wanty       | Intermarché-Wanty          | Intermarché-Wanty       | Bahrain Victorious     | Bahrain Victorious     | Bahrain Victorious     |
| N°                              | Ciclista                        | Clas.                           | N°                      | Ciclista                   | Clas.                   | N°                     | Ciclista               | Clas.                  |
| 31                              | Ben Healy                       | 9°                              | 41                      | Biniam Girmay              | 132°                    | 51                     | Santiago Buitrago      | 40°                    |
| 32                              | Vincenzo Albanese               | 114°                            | 42                      | Louis Barré                | 82°                     | 52                     | Phil Bauhaus           | 151°                   |
| 33                              | Kasper Asgreen                  | 91°                             | 43                      | Vito Braet                 | 143°                    | 53                     | Kamil Gradek           | 155°                   |
| 34                              | Alex Baudin                     | 46°                             | 44                      | Hugo Page                  | 138°                    | 54                     | Jack Haig              | R 7ª                   |
| 35                              | Neilson Powless                 | 47°                             | 45                      | Laurenz Rex                | 141°                    | 55                     | Lenny Martinez         | 79°                    |
| 36                              | Harry Sweeny                    | 35°                             | 46                      | Jonas Rutsch               | 128°                    | 56                     | Matej Mohorič          | 126°                   |
| 37                              | Michael Valgren                 | 72°                             | 47                      | Roel van Sintmaartensdijk  | 156°                    | 57                     | Robert Stannard        | 123°                   |
| 38                              | Marijn van den Berg             | NP 10ª                          | 48                      | Georg Zimmermann           | NP 10ª                  | 58                     | Fred Wright            | 104°                   |
| Ineos Grenadiers                | Ineos Grenadiers                | Ineos Grenadiers                | Red Bull-Bora-Hansgrohe | Red Bull-Bora-Hansgrohe    | Red Bull-Bora-Hansgrohe | Lidl-Trek              | Lidl-Trek              | Lidl-Trek              |
| N°                              | Ciclista                        | Clas.                           | N°                      | Ciclista                   | Clas.                   | N°                     | Ciclista               | Clas.                  |
| 61                              | Geraint Thomas                  | 58°                             | 71                      | Primož Roglič              | 8°                      | 81                     | Jonathan Milan         | 146°                   |
| 62                              | Thymen Arensman                 | 12°                             | 72                      | Florian Lipowitz           | 3°                      | 82                     | Simone Consonni        | 160°                   |
| 63                              | Tobias Foss                     | 70°                             | 73                      | Jordi Meeus                | 158°                    | 83                     | Thibau Nys             | 116°                   |
| 64                              | Filippo Ganna                   | R 1ª                            | 74                      | Gianni Moscon              | 105°                    | 84                     | Quinn Simmons          | 59°                    |
| 65                              | Axel Laurance                   | 53°                             | 75                      | Laurence Pithie            | 89°                     | 85                     | Mattias Skjelmose      | R 14ª                  |
| 66                              | Carlos Rodríguez                | NP 18ª                          | 76                      | Mick van Dijke             | 113°                    | 86                     | Toms Skujiņš           | 95°                    |
| 67                              | Connor Swift                    | 109°                            | 77                      | Danny van Poppel           | NP 17ª                  | 87                     | Jasper Stuyven         | 62°                    |
| 68                              | Samuel Watson                   | 115°                            | 78                      | Aleksandr Vlasov           | 27°                     | 88                     | Edward Theuns          | 159°                   |
| Groupama-FDJ                    | Groupama-FDJ                    | Groupama-FDJ                    | Alpecin-Deceuninck      | Alpecin-Deceuninck         | Alpecin-Deceuninck      | Tudor Pro Cycling Team | Tudor Pro Cycling Team | Tudor Pro Cycling Team |
| N°                              | Ciclista                        | Clas.                           | N°                      | Ciclista                   | Clas.                   | N°                     | Ciclista               | Clas.                  |
| 91                              | Guillaume Martin                | 16°                             | 101                     | Jasper Philipsen           | R 3ª                    | 111                    | Julian Alaphilippe     | 56°                    |
| 92                              | Lewis Askey                     | 127°                            | 102                     | Silvan Dillier             | 131°                    | 112                    | Alberto Dainese        | 119°                   |
| 93                              | Cyril Barthe                    | NP 18ª                          | 103                     | Kaden Groves               | 86°                     | 113                    | Marco Haller           | 97°                    |
| 94                              | Romain Grégoire                 | 34°                             | 104                     | Xandro Meurisse            | 22°                     | 114                    | Marc Hirschi           | 78°                    |
| 95                              | Valentin Madouas                | 21°                             | 105                     | Jonas Rickaert             | 98°                     | 115                    | Fabian Lienhard        | 157°                   |
| 96                              | Quentin Pacher                  | 45°                             | 106                     | Mathieu van der Poel       | NP 16ª                  | 116                    | Marius Mayrhofer       | 83°                    |
| 97                              | Paul Penhoët                    | 111°                            | 107                     | Gianni Vermeersch          | 103°                    | 117                    | Michael Storer         | 42°                    |
| 98                              | Clément Russo                   | 93°                             | 108                     | Emiel Verstrynge           | 65°                     | 118                    | Matteo Trentin         | 99°                    |
| Team Jayco AlUla                | Team Jayco AlUla                | Team Jayco AlUla                | Arkéa-B&B Hotels        | Arkéa-B&B Hotels           | Arkéa-B&B Hotels        | Movistar Team          | Movistar Team          | Movistar Team          |
| N°                              | Ciclista                        | Clas.                           | N°                      | Ciclista                   | Clas.                   | N°                     | Ciclista               | Clas.                  |
| 121                             | Ben O'Connor                    | 11°                             | 131                     | Kévin Vauquelin            | 7°                      | 141                    | Enric Mas              | R 18ª                  |
| 122                             | Eddie Dunbar                    | R 8ª                            | 132                     | Amaury Capiot              | 136°                    | 142                    | Will Barta             | 102°                   |
| 123                             | Luke Durbridge                  | 137°                            | 133                     | Ewen Costiou               | 51°                     | 143                    | Pablo Castrillo        | 110°                   |
| 124                             | Dylan Groenewegen               | 150°                            | 134                     | Arnaud Démare              | 153°                    | 144                    | Nelson Oliveira        | 74°                    |
| 125                             | Luka Mezgec                     | 152°                            | 135                     | Raúl García Pierna         | 26°                     | 145                    | Iván García Cortina    | 117°                   |
| 126                             | Luke Plapp                      | 121°                            | 136                     | Mathis Le Berre            | 61°                     | 146                    | Gregor Mühlberger      | 18°                    |
| 127                             | Elmar Reinders                  | 140°                            | 137                     | Cristián Rodríguez         | 20°                     | 147                    | Iván Romeo             | 107°                   |
| 128                             | Mauro Schmid                    | 101°                            | 138                     | Clément Venturini          | 43°                     | 148                    | Einer Rubio            | 31°                    |
| Decathlon AG2R La Mondiale Team | Decathlon AG2R La Mondiale Team | Decathlon AG2R La Mondiale Team | Cofidis                 | Cofidis                    | Cofidis                 | XDS Astana Team        | XDS Astana Team        | XDS Astana Team        |
| N°                              | Ciclista                        | Clas.                           | N°                      | Ciclista                   | Clas.                   | N°                     | Ciclista               | Clas.                  |
| 151                             | Felix Gall                      | 5°                              | 161                     | Emanuel Buchmann           | 30°                     | 171                    | Harold Tejada          | 44°                    |
| 152                             | Bruno Armirail                  | 50°                             | 162                     | Alex Aranburu              | 81°                     | 172                    | Davide Ballerini       | 135°                   |
| 153                             | Clément Berthet                 | 36°                             | 163                     | Bryan Coquard              | NP 14ª                  | 173                    | Cees Bol               | NP 12ª                 |
| 154                             | Stefan Bissegger                | R 1ª                            | 164                     | Ion Izagirre               | 69°                     | 174                    | Clément Champoussin    | 85°                    |
| 155                             | Oliver Naesen                   | 73°                             | 165                     | Alexis Renard              | 145°                    | 175                    | Yevgeniy Fedorov       | NP 20ª                 |
| 156                             | Aurélien Paret-Peintre          | 25°                             | 166                     | Dylan Teuns                | 90°                     | 176                    | Sergio Higuita         | 14°                    |
| 157                             | Callum Scotson                  | 33°                             | 167                     | Benjamin Thomas            | 154°                    | 177                    | Mike Teunissen         | 80°                    |
| 158                             | Bastien Tronchon                | 77°                             | 168                     | Damien Touzé               | 94°                     | 178                    | Simone Velasco         | 38°                    |
| TotalEnergies                   | TotalEnergies                   | TotalEnergies                   | Team Picnic PostNL      | Team Picnic PostNL         | Team Picnic PostNL      | Israel-Premier Tech    | Israel-Premier Tech    | Israel-Premier Tech    |
| N°                              | Ciclista                        | Clas.                           | N°                      | Ciclista                   | Clas.                   | N°                     | Ciclista               | Clas.                  |
| 181                             | Steff Cras                      | R 14ª                           | 191                     | Oscar Onley                | 4°                      | 201                    | Michael Woods          | 52°                    |
| 182                             | Mathieu Burgaudeau              | 63°                             | 192                     | Warren Barguil             | 23°                     | 202                    | Pascal Ackermann       | 125°                   |
| 183                             | Alexandre Delettre              | 55°                             | 193                     | Pavel Bittner              | 133°                    | 203                    | Joseph Blackmore       | 48°                    |
| 184                             | Thomas Gachignard               | 60°                             | 194                     | Sean Flynn                 | 134°                    | 204                    | Guillaume Boivin       | 149°                   |
| 185                             | Emilien Jeannière               | NP 5ª                           | 195                     | Tobias Lund Andresen       | 96°                     | 205                    | Matis Louvel           | 100°                   |
| 186                             | Jordan Jegat                    | 10°                             | 196                     | Niklas Märkl               | 112°                    | 206                    | Alexey Lutsenko        | 92°                    |
| 187                             | Anthony Turgis                  | 106°                            | 197                     | Tim Naberman               | 120°                    | 207                    | Krists Neilands        | 88°                    |
| 188                             | Mattéo Vercher                  | 124°                            | 198                     | Frank van den Broek        | 39°                     | 208                    | Jake Stewart           | 108°                   |
| Lotto                           | Lotto                           | Lotto                           | Uno-X Mobility          | Uno-X Mobility             | Uno-X Mobility          |                        |                        |                        |
| N°                              | Ciclista                        | Clas.                           | N°                      | Ciclista                   | Clas.                   |                        |                        |                        |
| 211                             | Arnaud De Lie                   | 142°                            | 221                     | Tobias Halland Johannessen | 6°                      |                        |                        |                        |
| 212                             | Jenno Berckmoes                 | 66°                             | 222                     | Jonas Abrahamsen           | 71°                     |                        |                        |                        |
| 213                             | Jasper De Buyst                 | NP 5ª                           | 223                     | Magnus Cort                | 130°                    |                        |                        |                        |
| 214                             | Jarrad Drizners                 | 129°                            | 224                     | Stian Fredheim             | 139°                    |                        |                        |                        |
| 215                             | Sébastien Grignard              | 144°                            | 225                     | Markus Hoelgaard           | 64°                     |                        |                        |                        |
| 216                             | Eduardo Sepúlveda               | 122°                            | 226                     | Anders Halland Johannessen | 76°                     |                        |                        |                        |
| 217                             | Lennert Van Eetvelt             | NP 15ª                          | 227                     | Andreas Leknessund         | 57°                     |                        |                        |                        |
| 218                             | Brent Van Moer                  | 84°                             | 228                     | Søren Wærenskjold          | R 10ª                   |                        |                        |                        |

### Legenda
| Legenda | Legenda | Legenda | Legenda                                                       |
| ------- | --- | ------- | ------------------------------------------------------------- |
| Nº      | Dorsale di partenza del ciclista | Clas.   | Posizione finale nella classifica generale                    |
|         | Indica il vincitore della classifica generale                                                                                        |         | Indica il vincitore della classifica scalatori                |
|         | Indica il vincitore della classifica a punti                                                                                         |         | Indica il vincitore della classifica dei giovani              |
| NP      | Indica un ciclista che non è ripartito in una tappa la mattina                                                                       | R       | Indica un ciclista che si è ritirato in una tappa             |
| FT      | Indica un ciclista che ha concluso una tappa fuori tempo, ossia ha impiegato più tempo rispetto a quanto stabilito dal tempo massimo | SQ      | Corridore squalificato per non aver rispettato il regolamento |

## Ciclisti per nazione
Le nazionalità rappresentate nella manifestazione sono 27; in tabella il numero dei ciclisti suddivisi per la propria nazione di appartenenza:
| Numero ciclisti | Nazione                                                                |
| --------------- | ---------------------------------------------------------------------- |
| 38              | Francia                                                                |
| 29              | Belgio                                                                 |
| 13              | Paesi Bassi                                                            |
| 11              | Italia, Gran Bretagna                                                  |
| 10              | Australia, Germania, Spagna                                            |
| 8               | Norvegia                                                               |
| 6               | Danimarca                                                              |
| 5               | Stati Uniti, Svizzera                                                  |
| 4               | Colombia, Slovenia                                                     |
| 3               | Austria                                                                |
| 2               | Canada, Irlanda, Kazakistan, Lettonia, Portogallo                      |
| 1               | Argentina, Ecuador, Eritrea, Nuova Zelanda, Polonia, Rep. Ceca, Russia |

### Quadro d'insieme nazionalità e tappe
| Nazione       | Corridori partenti | Corridori arrivati | Tappe vinte                                                                      |
| ------------- | ------------------ | ------------------ | -------------------------------------------------------------------------------- |
| Argentina     | 1                  | 1                  |                                                                                  |
| Australia     | 10                 | 9                  | 2 (Ben O'Connor, Kaden Groves)                                                   |
| Austria       | 3                  | 3                  |                                                                                  |
| Belgio        | 29                 | 24                 | 6 (2 Tim Merlier, Jasper Philipsen, Remco Evenepoel, Tim Wellens, Wout Van Aert) |
| Canada        | 2                  | 2                  |                                                                                  |
| Colombia      | 4                  | 4                  |                                                                                  |
| Danimarca     | 6                  | 5                  |                                                                                  |
| Ecuador       | 1                  | 1                  |                                                                                  |
| Eritrea       | 1                  | 1                  |                                                                                  |
| Francia       | 38                 | 35                 | 1 (Valentin Paret-Peintre)                                                       |
| Germania      | 10                 | 9                  |                                                                                  |
| Gran Bretagna | 11                 | 11                 | 1 (Simon Yates)                                                                  |
| Irlanda       | 2                  | 1                  | 1 (Ben Healy)                                                                    |
| Italia        | 11                 | 9                  | 2 (Jonathan Milan)                                                               |
| Kazakistan    | 2                  | 1                  |                                                                                  |
| Lettonia      | 2                  | 2                  |                                                                                  |
| Norvegia      | 8                  | 7                  | 1 (Jonas Abrahamsen)                                                             |
| Nuova Zelanda | 1                  | 1                  |                                                                                  |
| Paesi Bassi   | 13                 | 9                  | 3 (2 Thymen Arensman, Mathieu van der Poel)                                      |
| Polonia       | 1                  | 1                  |                                                                                  |
| Portogallo    | 2                  | 1                  |                                                                                  |
| Rep. Ceca     | 1                  | 1                  |                                                                                  |
| Russia        | 1                  | 1                  |                                                                                  |
| Slovenia      | 4                  | 4                  | 4 (Tadej Pogačar)                                                                |
| Spagna        | 10                 | 8                  |                                                                                  |
| Stati Uniti   | 5                  | 5                  |                                                                                  |
| Svizzera      | 5                  | 4                  |                                                                                  |
| Totale        | 184                | 160                | 21                                                                               |